# Annapolis (animal)
Annapolis mossi es una especie de araña araneomorfa de la familia Linyphiidae. Es el único miembro del género monotípico Annapolis.

## Distribución
Se encuentra en Maryland en los Estados Unidos donde se descubrió en Branchville.